# Eufeme (córka Termessosa)
Eufeme (gr. Ευφήμη Euphḗmē, łac. Eupheme) – w mitologii greckiej jedna z nimf, piastunka muz.
Uchodziła za córkę boga Termessosa. Ze swoim kochankiem, bogiem Panem, miała syna Krotosa.